# Ново Попово
Ново Попово (грч. Νέο Μυριόφυτο, Нео Мириофито) је насељено место у општини Кукуш у периферији Средишња Македонија, Грчка. Према попису из 2021. године било је 16 становника.
Ново Попово је подигнуто 1928. године где су смештени становници суседног села Попово. На попису из 1940. године био је 91 становник.